# Pamela Rooke
Pamela Rooke (Seaford, East Sussex, 23 de junio de 1955 – Ibidem., 3 de abril de 2022), también conocida como Jordan y Jordan Mooney, fue una modelo y actriz inglesa conocida por su trabajo con Vivienne Westwood en la Boutique Sex en la zona londinense de Kings Road a mediados de los 70, y por asistir a las primeras actuaciones de los Sex Pistols. Su estilo y su sentido de la moda (una melena de cabello blanco ahuecada y ojos maquillados de negro como un mapache) le hicieron un icono altamente visible de la subcultura punk londinense. Junto con Johnny Rotten, Soo Catwoman y Siouxsie Sioux, es reconocida por crear el estilo punk en Londres.

## Biografía
Adoptó el solo nombre de Jordan a los 14 años, en Seaford, East Sussex. Cuándo Jordan entró por primera vez en el número 430 de la King's Road de Londres, llevando unos tacones de aguja de oro, una falda con una red transparente con un estilo abombado, solo hizo que encajara en la boutique SEX.
Pero no hubo ningún puesto disponible así que conseguí un trabajo en Harrods, en la tercera planta llamado Way In. [...] Semanas más tarde volví a llamar a Michael (Collins, el gerente) preguntándole si podría volver a Malcom (Maclaren) en Nueva York donde fui contratada con las The New York Dolls.
Rooke viajaba durante dos horas cada día a Londres desde Seaford. Ella rememoraba que su imagen punk le causaba problemas:
Estuve viajando alrededor de dos años aproximadamente. Tuve algunos encontronazos desagradables en el tren. Me tropecé con turistas que intentaron pagarme por una foto de mi misma... peor que eso, algunas madres me decían que molestaba a sus hijos y que cómo me atrevía a ir en tren yendo así. Un día alguien intentó sacarme del tren, literalmente me echó, así que la British Rail (la compañía nacional británica de ferrocarriles) me dijo que me sentara en primera clase, alejada de problemas.
A finales de los 70, sirvió como joven gerente para los Adam and the Ants. Grabó el tema "Lou" (sobre el músico americano Lou Reed) como principal vocalista invitada en el programa Peel Sessions del DJ John Peel para BBC Radio 1 y la interpretó en vivo desde mediados 1977 hasta mayo del 1978, cuando ella dejó la banda. En el año 1980, Wide Boy Awake dirigió la banda, en la que su entonces marido, Kevin Mooney, era guitarrista. Anteriormente éste había sido el bajista en Adam and the Ants.
Jordan hizo una breve aparición en el debut de Derek Jarman en la película Sebastian, y protagonizó el papel principal en la siguiente película de éste, Jubilee como Amyl Nitrate la punk "anti histórica" (llamada así por la droga amyl nitrite). También se le pudo ver bajo la dirección de Julien Temple en The Great Rock and Roll Swindle luciendo una camiseta con las letras "solo los anarquistas son guapos" apareciendo en escena con los Sex Pistols durante la primera actuación en televisión de su single Anarchy in the U.K. en agosto de 1976.
En 1984, después de divorciarse de Mooney, regresó a Seaford, haciéndose cargo de gatos birmanos y trabajando como enfermera veterinaria. La autobiografía de Rooke, Desafiando Gravedad: la historia de Jordan, escrito por Cathi Unsworth, fue publicada por Omnibus Prensa en 2019.
Rooke murió en el Sussex Oriental el 3 de abril de 2022 de colangiocarcinoma a los 66 años.